# 티에리 레
티에리 레(프랑스어: Thierry Rey, 1959년 6월 1일~)는 프랑스의 유도 선수이다. 1980년 하계 올림픽 엑스트라라이트급 부문에서 금메달을 획득하였다.

## 경력
벨기에의 푀르너에서 태어났으며 9세 때 라니쉬르마른 유도 클럽에서 유도를 배우기 시작했다. 1978년에 처음으로 프랑스 국가대표로 발탁되었으며 그 해 1월에 파리에서 열린 파리 투어에서 국제 대회 데뷔전과 함께 우승을 차지했다.
1979년에는 파리에서 열린 1979년 세계 선수권 대회에서 대한민국의 곽우종을 꺽으며 우승을 차지했다. 이듬해인 1980년에는 모스크바에서 열린 1980년 하계 올림픽에 참가하여 쿠바의 호세 로드리게스를 꺾으며 21세의 나이로 올림픽 금메달리스트가 되었다.
유도 선수 생활 도중에도 프랑스의 여러 방송에 출연했고 은퇴한 후에는 유도 지도자를 하면서 배우 활동을 했다.